# Basilios Fawzy Al-Dabe
Basilios Fawzy Al-Dabe (ur. 16 grudnia 1956 w Al-Minja) – egipski duchowny katolicki obrządku koptyjskiego, biskup Al-Minja od 2020.

## Życiorys
28 marca 1980 otrzymał święcenia kapłańskie i został inkardynowany do eparchii Al-Minja. Pracował przede wszystkim jako proboszcz kilku koptyjskich parafii w rodzinnym mieście oraz w Maghaga. Był też dyrektorem szkół należących do eparchii.

### Episkopat
Został wybrany biskupem Sauhadżu. 14 czerwca 2019 wybór ten został zatwierdzony przez papieża Franciszka. Sakry udzielił mu 3 sierpnia 2019 patriarcha aleksandryjski Kościoła koptyjskiego - Ibrahim Isaac Sidrak.
Patriarcha Kościoła Koptyjskiego w 2020 za zgodą Synodu przeniósł go na biskupstwo Al-Minja. 3 listopada 2020 wybór ten został zatwierdzony przez papieża Franciszka. 